# 卵巢白體
卵巢白體（corpus albicans, atretic corpus luteum, corpus candicans, or simply as albicans）是卵巢黄体的回归形式。当巨噬细胞破坏黄体后，纤维原细胞产生胶原蛋白，并形成卵巢白體。这一过程称之为黄体溶解。卵巢白體的部分残留物仍然会留在卵巢中，形成白色的结缔组织瘢痕。